# Guwa Kidul
Guwa Kidul is een bestuurslaag in het regentschap Cirebon van de provincie West-Java, Indonesië. Guwa Kidul telt 4657 inwoners (volkstelling 2010).